# Жукевичі (Олекшицька сільська рада)
Жукевичі (біл. Жукевічы) — село в складі Берестовицького району Гродненської області, Білорусь. Село підпорядковане Олекшицькій сільській раді, розташоване у західній частині області.